# Чепелёво (Московская область)
Чепелёво — деревня в Чеховском муниципальном районе в Московской области в составе сельского поселения Стремиловское. Расположена на старом Симферопольском шоссе в 4 км от г. Чехова и в 45-47 км от МКАД. С юго-западной стороны к деревне примыкает железнодорожная линия Московско-Курского направления с расположенной на ней пл. Чепелёво.
Эту деревню часто путают с отделением совхоза «Чепелёвский», расположенным с другой стороны железной дороги.
Недалеко от основного поселения расположено крупное (более 1 тыс. участков) садоводческое товарищество «Мичуринец», основанное в конце 1950-х годов работниками МВД СССР.

## Население
| 2002 | 2006 | 2010 |
| ---- | ---- | ---- |
| 722  | ↘717 | ↘594 |